# Craig Goodwin
Craig Alexander Goodwin (* 16. prosince 1991 Adelaide) je australský profesionální fotbalista, který hraje na pozici křídelníka za australský klub Adelaide United FC a za australský národní tým.

## Reprezentační kariéra
Goodwin debutoval v australské reprezentaci 26. července 2013, kdy nastoupil jako náhradník při prohře s Japonskem. V dalším zápase turnaje nastoupil a odehrál celý zápas při prohře 4:3 s Čínou.
V listopadu 2022 byl zařazen do australského týmu pro mistrovství světa 2022. V úvodním zápase proti Francii otevřel skóre, nicméně Austrálie utkání i přesto zápas s favoritem prohrála.

## Statistiky

### Reprezentační
| Austrálie | Austrálie | Austrálie |
| Rok       | Zápasy    | Góly      |
| --------- | --------- | --------- |
| 2013      | 2         | 0         |
| 2016      | 1         | 0         |
| 2019      | 2         | 0         |
| 2022      | 6         | 2         |
| Total     | 11        | 2         |

## Ocenění

### Klubové

#### Adelaide United
- A-League Championship: 2015/16
- A-League Premiership: 2015/16

### Individuální
- Historicky nejlepší střelec Adelaide United

- Jedenáctka sezóny A-League: 2021/22[6]
- Hráč roku Adelaide United: 2015/16[7]